# Мерчицька сільська рада
Мерчицька сільська́ ра́да (біл. Мерчыцкі сельсавет) — адміністративно-територіальна одиниця у складі Пінського району Берестейської області Білорусі. Адміністративний центр — село Мерчиці.

## Склад
Населені пункти, що підпорядковувалися сільській раді станом на 2009 рік:
| Населений пункт | Тип  | Населення, осіб (2009) |
| --------------- | ---- | ---------------------- |
| Бастичі         | село | 23                     |
| Велесниця       | село | 90                     |
| Лисятичі        | село | 22                     |
| Масевичі        | село | 45                     |
| Мерчиці         | село | 316                    |
| Рудка           | село | 75                     |
| Синин           | село | 53                     |
| Твердовка       | село | 37                     |

## Населення
За переписом населення Білорусі 2009 року чисельність населення сільської ради становила 661 особа.

### Національність
Розподіл населення за рідною національністю за даними перепису 2009 року:
| Національність | Осіб | Відсоток |
| -------------- | ---- | -------- |
| білоруси       | 647  | 97,88 %  |
| українці       | 7    | 1,06 %   |
| росіяни        | 4    | 0,61 %   |
| поляки         | 2    | 0,30 %   |
| казахи         | 1    | 0,15 %   |
| Разом          | 661  | 100 %    |